# Anna-Maria Fernández
Anna-Maria Fernández (Torrance, 22 ottobre 1960) è un'ex tennista statunitense.

## Biografia
In carriera ha vinto 5 titoli di doppio. Nei tornei del Grande Slam ha ottenuto il suo miglior risultato raggiungendo i quarti di finale di doppio agli Australian Open nel 1982, in coppia con la connazionale Beth Norton, e a Wimbledon nel 1987, in coppia con la neozelandese Julie Richardson.

## Statistiche

### Singolare

#### Finali perse (1)
| Numero | Anno             | Torneo                         | Superficie | Avversaria in finale | Punteggio |
| 1.     | 12 novembre 1978 | Eckerd Tennis Open, Clearwater | Cemento    | Virginia Wade        | 4-6, 6-7  |

### Doppio

#### Vittorie (5)
| Numero | Anno             | Torneo                                     | Superficie | Compagna         | Avversarie in finale             | Punteggio     |
| 1.     | 5 agosto 1984    | Hall of Fame Tennis Championships, Newport | Erba       | Peanut Louie     | Lea Antonoplis Beverly Mould     | 7-5, 7-6      |
| 2.     | 29 aprile 1985   | South African Open, Durban                 | Cemento    | Marcie Louie     | Cláudia Monteiro Beverly Mould   | 7-5, 5-7, 6-1 |
| 3.     | 26 ottobre 1986  | Singapore Open, Singapore                  | Cemento    | Julie Richardson | Sandy Collins Sharon Walsh-Pete  | 6-3, 6-2      |
| 4.     | 1º febbraio 1987 | ASB Classic, Auckland                      | Cemento    | Julie Richardson | Gretchen Magers Elizabeth Minter | 4-6, 6-4, 6-2 |
| 5.     | 3 maggio 1987    | Singapore Open, Kallang                    | Cemento    | Julie Richardson | Barbara Gerken Heather Ludloff   | 6-1, 6-4      |

### Doppio

#### Finali perse (1)
| Numero | Anno            | Torneo                      | Superficie | Compagna   | Avversarie in finale                  | Punteggio |
| 1.     | 30 gennaio 1984 | Pittsburgh Open, Pittsburgh | Sintetico  | Trey Lewis | Christiane Jolissaint Marcella Mesker | 6-7, 4-6  |